# Alexandre Ricord
Pour les articles homonymes, voir Ricord.
Alexandre Ricord (né à Marseille le 3 décembre 1770 et mort dans cette même ville le 24 août 1829) est un journaliste français de la Révolution française.

## Jeunesse
Il est le fils d'un taillandier qui lui fait donner une bonne éducation littéraire. Dès le début de la Révolution alors qu'il n'a pas encore vingt ans, il part à Paris pour rejoindre Mirabeau et collaborer au Journal de Provence.

## Journaliste révolutionnaire
Après la création des départements, il est nommé procureur général syndic des Bouches-du-Rhône. Il fonde à cette période avec Pierre Micoulin Le Journal des départements méridionaux et des amis de la Constitution dont le premier numéro paraît le 6 mars 1792. Il s'agit d'une feuille in-quarto trihebdomadaire dont la parution dure jusqu'au 7 mai 1793. Ce journal s'adresse aux artisans, aux cultivateurs et aux ouvriers. La phrase inscrite sous le titre est emprunté à Rousseau « O homme de quelle contrée que tu sois, quelles que soient tes opinions, écoute » et rappelle l'objectif principal du journal : convertir aux idées révolutionnaires les patriotes provençaux réunis dans les sociétés patriotiques.
Ce journal est essentiellement connu pour avoir été le premier à publier la Marseillaise. En effet dès le lendemain du banquet tenu dans un restaurant de la rue Thubaneau où François Mireur chanta la Marseillaise, le Journal des départements méridionaux daté du 23 juin 1792 donne sur sa seconde colonne de sa quatrième et dernière page le texte du Chant de guerre aux armées des frontières sur l'air de Sarguines. Cette édition locale de la future Marseillaise pose un problème par son titre et par sa référence à l'opéra-comique de Nicolas Dalayrac. Il est probable que les rédacteurs du journal ont voulu indiquer un air connu de leur lecteur qui offre quelque ressemblance avec celui de Rouget de Lisle. Ce périodique imprime à part en juillet 1792 ce chant de guerre qui est distribué aux cinq cents volontaires du bataillon du 10 août.
Alexandre Ricord est envoyé avec Mainvielle comme député du département auprès de la Convention. Il joue un rôle actif au club des Jacobins. Il renonce à ses fonctions pour suivre le général Dugommier comme accusateur public militaire avec le rang de colonel. Après avoir sous l'Empire essayé de fonder une banque à Paris, il est compromis dans la conspiration du général Malet et incarcéré à Nîmes. Le retour des Bourbons lui rend sa liberté et il se rallie à l'ancien régime par haine de Napoléon. On le retrouve ensuite à Paris comme directeur du théâtre de la Gaîté. Il dirige Le Journal général des théâtres (1816) devenu plus tard Les Archives de Thalie, ou observations sur les Sciences, les Arts et la Littérature. Il épouse une demoiselle Patrat de la famille d'un comédien. Il se rend en Belgique pour diriger de 1823 à 1827 Le Journal des deux Flandres. Il revient en France et se retire à Marseille où il meurt dans sa propriété rurale du quartier Saint-Giniez. Il n'a pas pu achever une histoire de Marseille sous la Révolution et a demandé à sa femme de détruire les documents qu'il avait rédigés.

## Ses ouvrages
Alexandre Ricord a publié, parfois sous le nom de Ricord l'aîné, plusieurs ouvrages dont on peut citer :
- Réflexions sur l'art théâtrale (1811)
- Le banqueroutier du jour (1812), comédie en trois actes.
- Journal général des théâtres qui a paru en 1815 et 1816.
- Fastes de la Comédie française et portraits des plus célèbres acteurs qui se sont illustrés et de ceux qui s'illustent encore sur notre théâtre, Paris : chez Hubert, chez Delaunay, chez Petit, chez Nigoret & chez Mongié aîné, deux volumes, 1821 & 1822 (→ tome 2 en ligne)
- M. Soumet en face d'Alfieri et de Voltaire (1823)